# Kapogea sellata
Kapogea sellata là một loài nhện trong họ Araneidae.
Loài này thuộc chi Kapogea. Kapogea sellata được Eugène Simon miêu tả năm 1895.